# Els Keytsman
Els Keytsman De Ronne (Zottegem, 8 september 1972) is directeur van Unia en voormalig Belgisch politicus voor Groen.

## Levensloop
In 1990 voltooide Keytsman haar secundair onderwijs aan het KTA van Herzele. In 1993 behaalde ze een graduaat bedrijfsmanagement (accountancy en fiscaliteit) in Aalst. In 1993 begon Keytsman te werken voor het ministerie van de Vlaamse Gemeenschap bij de dienst Budgettering en werd er in 1996 deskundige bij Beeldende Kunsten en Musea, waar ze mee instond voor begroting en toelagen aan kunstenaars. Tussen 1997 en 2002 studeerde ze Toegepaste Economische Wetenschappen als werkstudent aan de VUB.
Vanaf 1999 werkte Keytsman achtereenvolgens op de kabinetten van Magda Aelvoet, Jef Tavernier en Adelheid Byttebier. In 2004 ging ze aan de slag bij de partij Groen! als beleidsmedewerker rond begroting en klimaatopwarming. Zelf zetelde ze tussen 2002 en 2008 in de gemeenteraad van Aalst. In september 2005 werd Keytsman bestuurder van ARKimedes. Bij de gemeenteraadsverkiezingen van 2006 werd ze verkozen met 615 voorkeurstemmen. Ze hield als een van de eerste Belgische politici een internetdagboek bij. In 2006 was ze even partijwoordvoerster, maar werd al snel vervangen door Sylvie Fabré.
In april 2007 publiceerde ze samen met Peter Tom Jones Het klimaatboek · Pleidooi voor een ecologische omslag. Tijdens de federale verkiezingen van juni 2007 behaalde ze 7791 voorkeursstemmen, maar raakte hiermee als enige van 'de drie prinsessen' (met Freya Piryns en Tinne Van der Straeten) niet aan een nationaal mandaat. Samen met zanger Tom Kestens en klimaatambassadeur Serge de Gheldere richtte ze in augustus 2007 People for Earth op. Tussen 2007 en 2010 schreef ze opiniestukken en bijdragen op www.taxtalk.be, een groepsblog over fiscaliteit.
In januari 2008 stapte ze uit de partijpolitiek om diensthoofd te worden van de Politieke Dienst van Oxfam Wereldwinkels. In die maand werd ze ook voorzitter Trekkersgroep ‘Aalst Fairtrade Gemeente‘ en lid van de redactieraad van het tijdschrift Oikos. In maart 2009 werd Keytsman ondervoorzitter van het Aalsters welzijnsforum.
In maart 2010 werd ze directeur van de Vluchtelingenwerk Vlaanderen. Op 1 februari 2016 werd Els Keytsman aangesteld als codirecteur (een duobaan met Patrick Charlier) van het Interfederaal Gelijkekansencentrum, sindsdien actief onder de naam Unia.